# Mad TV
Mad TV var ett amerikanskt humorprogram från FOX, som sänts i ZTV i Sverige. Programmet hade premiär i USA 1995, och var en av konkurrenterna till NBC:s Saturday Night Live. Den fjortonde, och sista, säsongen sändes 2008-2009.

## Medverkande
- Craig Anton (1995-1998)
- Nelson Ascencio (1999-2001)
- Erica Ash (2008-)
- Ike Barinholtz (2002-2007)
- Alex Borstein (1997-2002)
- Andrew Bowen (1998-1999)
- Matt Braunger (2008-)
- Frank Caeti (2005-2007)
- Frank Caliendo (2001-2006)
- Bryan Callen (1995-1997)
- Mo Collins (1998-2004)
- Tim Conlon (1996-1998)
- Andrew Daly (2000-2002)
- Lisa Donovan (2007)
- Christian Duguay (2000-2001)
- Dannah Feinglass (2000-2001)
- Kathryn Fiore (2001-2002)
- Crista Flanagan (2005-)
- Pablo Francisco (1996-1997)
- Daniele Gaither (2003-2006)
- Daheli Hall (2008)
- Simon Helberg (2002-2003)
- David Herman (1995-1997)
- Chris Hogan (1997-1998)
- Anjelah Johnson (2007-2008)
- Nicole Randall Johnson (2005-2007)
- Orlando Jones (1995-1997)
- Spencer Kayden (2005)
- Keegan-Michael Key (2004-)
- Taran Killam (2001-2002)
- Pat Kilbane (1997-2000)
- Lisa Kushell (1997-1998)
- Phil LaMarr (1995-2000)
- Artie Lange (1995-1997)
- Bobby Lee (2001-)
- Michael McDonald (1998-2008)
- Jill Michelle Meleán (2002-2003)
- Josh Meyers (2002-2004)
- Christina Moore (2003)
- Arden Myrin (2005-)
- Dan Oster (2007-2008)
- Nicole Parker (2003-)
- Melissa Paull (2003-2004)
- Ron Pederson (2002-2005)
- Jordan Peele (2003-2008)
- Eric Price (2008-)
- Lauren Pritchard (2008-)
- Jeff Richards (2000)
- Johnny A. Sanchez (2007-)
- Will Sasso (1997-2002)
- Mary Scheer (1995-1998)
- Aries Spears (1997-2005)
- Nicole Sullivan (1995-2001)
- Brooke Totman (2000)
- Gillian Vigman (2003-2004)
- Paul Vogt (2002-2005)
- Stephnie Weir (2000-2006)
- Debra Wilson (1995-2003)